# Průvlečný ampérmetr

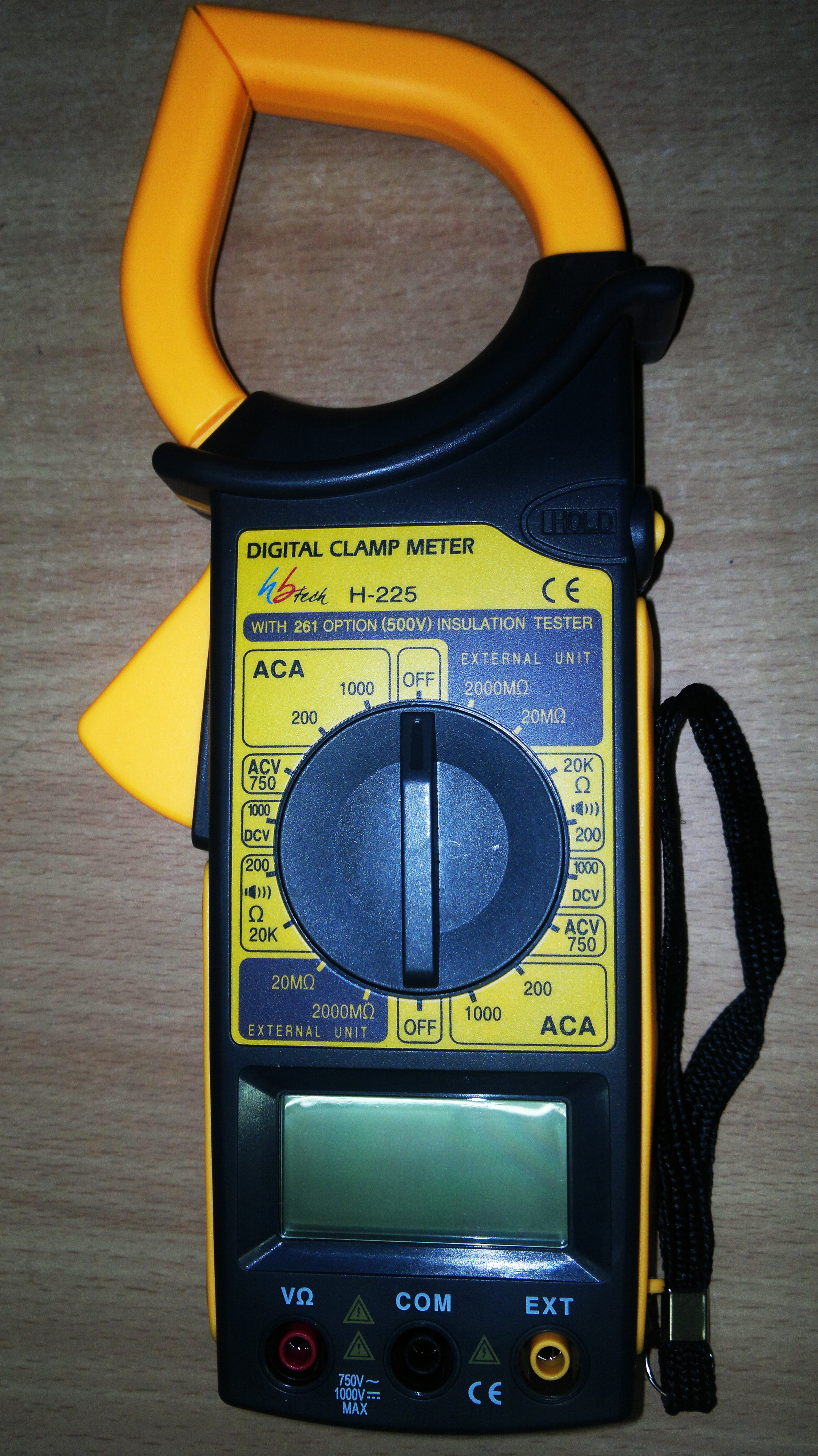
Digitální klešťový multimetr. Velké tlačítko umožňuje rozevřít čelisti a obepnout jimi měřený vodič.

Průvlečný ampérmetr (klešťová proudová sonda) je v elektrotechnice zařízení, které umožňuje bezkontaktní měření protékajícího proudu pomocí rozevíracích kleští, které obepnou vodič. Původně byl pro měření střídavého proudu využíván princip sběrnicového proudového transformátoru, v současnosti je pro měření střídavého i stejnosměrného proudu využívána Hallova sonda.

## Klešťový multimetr
Klešťový multimetr je zařízení pro bezkontaktní měření proudu, které má rozevírací kleště, do kterých se umisťuje měřený vodič.
Starší přístroje měly čelisti kleští vytvořeny z feromagnetických transformátorových plechů a vytvářely tak sekundární vinutí proudového transformátoru. Proud protékající vodičem vytváří elektrické pole, jehož magnetický tok prochází sekundárním vinutím proudového transformátoru. Změny magnetického toku (střídavý proud) způsobují indukování proudu v sekundárním vinutí. Přepínač rozsahů přivádí přes odbočky indukovaný proud do ručkového měřidla, jehož výchylka ukazuje proud procházející měřeným vodičem. Přesnějšího výsledku měření se dosáhne, pokud jsou čelisti kolmo k procházejícímu vodiči.
Do kleští musí být umístěn jen jeden vodič, jinak měření nefunguje. Při umístění obou vodičů (fáze a nula) do kleští multimetru dojde ke vzájemnému vyrušení magnetických polí přívodního a zpětného vodiče, protože tato dvě pole mají opačný směr. Lze tak však měřit velikost unikajícího proudu (vlivem poškozené izolace, vlhkosti), což se využívá pro hledání závad v elektrických rozvodech a pro revize elektrických zařízení.
Současné klešťové multimetry využívají v kleštích Hallovy sondy, takže jsou schopny měřit i stejnosměrné proudy. Místo ručkového měřidla se používá digitální (číselné) zobrazení hodnoty na displeji.
Rozsah měření a přesnosti klešťových multimetrů je běžně od desetin ampéru. Přesnější zařízení měří v jednotkách miliampér. Horní hranice se pohybuje obvykle v desítkách až tisícovce ampér. Dvojím provlečením vodiče kolem kleští se převodový poměr měření sníží na polovinu.
Lacinější přístroje měří střední hodnotu proudu, ale kalibrovány jsou na efektivní hodnotu, takže výsledek měření odpovídá jen při měření pravidelné sinusové vlny. Dražší přístroje (tzv. True RMS, Root Mean Square, česky „odmocnina průměru čtverců“) měří skutečnou efektivní hodnotu proudu, takže lze měřit nesinusový průběh proudu způsobený předřadníky, zářivkami, elektromotory, transformátory, pulzními měniči a podobně.